# Steele (Alabama)
Steele – miasto w Stanach Zjednoczonych, w stanie Alabama, w hrabstwie St. Clair. W roku 2023 miasto zamieszkiwało 1000 osób, a gęstość zaludnienia wynosiła 59,2 osoby/km².